# 路西法效应
《路西法效应：好人是如何变成恶魔的》（The Lucifer Effect: Understanding How Good People Turn Evil）是美國心理学家菲利普·津巴多2007 年出版的作品。津巴多在书中首次详细叙述了斯坦福监狱实验的经过，并且对阿布格莱布监狱虐囚案中美军狱警虐待囚犯的现象作出了社会心理学解释。
所謂路西法效應，是指一些平凡人或社會團體，在特定情形下，人格、思維和行為方式會忽然墮落，將人性中邪惡一面釋放出來，集體作出有違道德的行為，甚至反人類罪。
為何好些平凡人會出現這種心理異常轉變，從而作出惡行？菲利浦教授認為成因如下：
1. 盲目服從權威與紀律，使人漸漸地放棄獨立意識，失去自我決斷力，從而不經批判地接受上司或權威人士的不人道命令。例：紅色高棉大屠殺，軍人盲目服從獨裁政權命令，血腥鎮壓異見人士。
2. 被下令去集體作惡，分散與推諉個人之責任。例：二戰時日軍佔領區的認可的搶劫和大屠殺。
3. 將其他人或個體去人性化，減低對其作惡的罪疚感。例：納粹德國在政治宣傳中將猶太人比喻為「老鼠、寄生蟲」；盧旺達大屠殺時，胡圖族人稱圖西族人為「蟑螂」。
4. 將自己去識別化。透過匿名、變裝或使其他人無法見到自己的相貌等方式，避免為自己的惡行承擔責任。例：三K黨戴頭套匿藏身份屠殺黑人。
5. 群體情緒化，互相加強彼此共同作惡的認同感，不再容易接受外來的意見，在有意無意下跨越自己的道德底線。例：斯大林命令內務部及紅軍集體執行批鬥異見分子的大清洗。

## 外部連結
- 官方网站 （页面存档备份，存于）
- 死亡实验：不可忽视的路西法效应 （页面存档备份，存于）
- TED talks, The psychology of evil, Philip Zimbardo at TED2008 （页面存档备份，存于）

1. ↑  McDermott, Rose. . Book Reviews. Political Psychology (International Society of Political Psychology). October 2007, 28 (5): 644–646. JSTOR 20447077.